# Жармиський сільський округ
Жарми́ський сільський округ (каз. Жармыш ауылдық округі, рос. Жармышский сельский округ) — адміністративна одиниця у складі Мангистауського району Мангистауської області Казахстану. Адміністративний центр та єдиний населений пункт — село Жармиш.
Населення — 1984 особи (2021; 1866 у 2009, 1826 у 1999, 1855 у 1989).
Станом на 1989 рік існувала Калінінська сільська рада (села Жармиш, Огіз-Ураулі). 2005 року було ліквідовано село Огіз-Ореулі.

## Склад
До складу округу входять такі населені пункти:
| Населений пункт   | Колишні назви | Населення, осіб (1989) | Населення, осіб (1999) | Населення, осіб (2009) | Населення, осіб (2021) |
| ----------------- | ------------- | ---------------------- | ---------------------- | ---------------------- | ---------------------- |
| Жармиш, село      | -             | 1600                   | 1598                   | 1866                   | 1984                   |
| Огіз-Ореулі, село | Огіз-Уреулі   | 255                    | 228                    | -                      | -                      |